# Шотландия во времена Римской империи

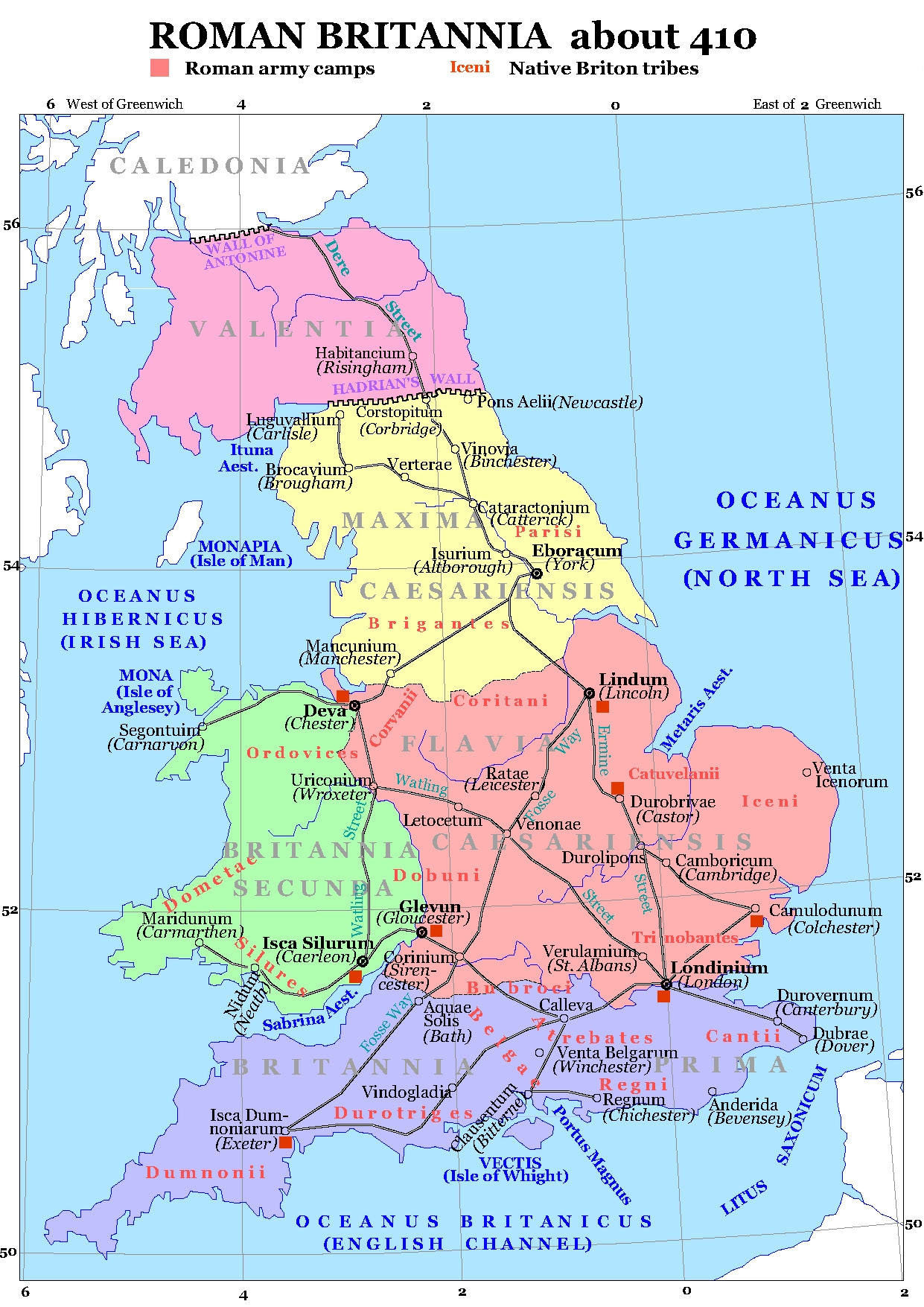
Римская Британия в 410 году. Местонахождение провинции Валентия доподлинно не установлено, по этой версии она располагалась между двумя валами.

Шотландия во времена Римской империи — протоисторический период Шотландии, в ходе которого Римская империя взаимодействовала с этой территорией, в те времена известной как «Каледония». С целью покорения всего острова «Альбион» римские легионы под командованием Квинта Петиллия Цериала и Гнея Юлия Агриколы начали нападать на каледонцев в 70—80-х годах, за примерно 30 лет до этого сумев покорить кельтов в «Британии» (современные Англия и Уэльс) .
Сочинение «Агрикола» Тацита (зятя Агриколы) упоминает победу римлян у «Граупийских гор» (лат. Mons Graupius), ставших тёзками гор Грампианских, хотя современные историки оспаривают подобную трактовку. В это время римляне, похоже, повторили совершённое столетием ранее плавание Пифея вокруг острова и получили данные от местного населения, установив границу-лимес сначала у хребта Гаск, которую потом сдвинули к югу у Солуэй-Ферта. Этот рубеж впоследствии стал известен как Адрианов вал. Несколько римских командиров пытались полностью покорить земли к северу от этой границы, одна из таких попыток окончилась возведением Антонинова вала. Несмотря на громкие утверждения в подделанной рукописи XVIII века, в настоящее время принято считать, что Рим не мог контролировать даже половину нынешней Шотландии и влияние империи на эту территорию прекратилось после 211 года.
История данного времени не отображена в достаточной мере в документах. Например, римская провинция Валенция могла находиться на территории между двумя римскими стенами, или на землях около и южнее Адрианова вала, или в Римском Уэльсе. Большую часть завоёванной каледонской территории римляне удерживали 40 лет, но скорее всего нынешние шотландские земли контролировались ими около 80 лет. Ряд шотландских историков, как Алистер Моффат, считают римское влияние несущественным.
«Шотландцы» и «Шотландия» как унифицированные понятия не появятся ещё несколько веков. Римская империя повлияла на каждую часть Шотландии: к моменту окончания римского владычества в Британии около 410 года различные местные племена объединились или попали под власть пиктов, в то время как южная часть острова была романизирована. Ирландские скотты, давшие Шотландии её нынешнее имя, начали расселяться на её западном побережье. Все три вышеуказанных группы населения могли участвовать в Великом заговоре 367 года, охватившем всю Римскую Британию. В данную эпоху начали появляться местные исторические летописи. Наиболее устойчивым наследием Рима были христианство и грамотность, косвенно переданные через ирландских миссионеров в VI веке.

## Знания о Шотландии

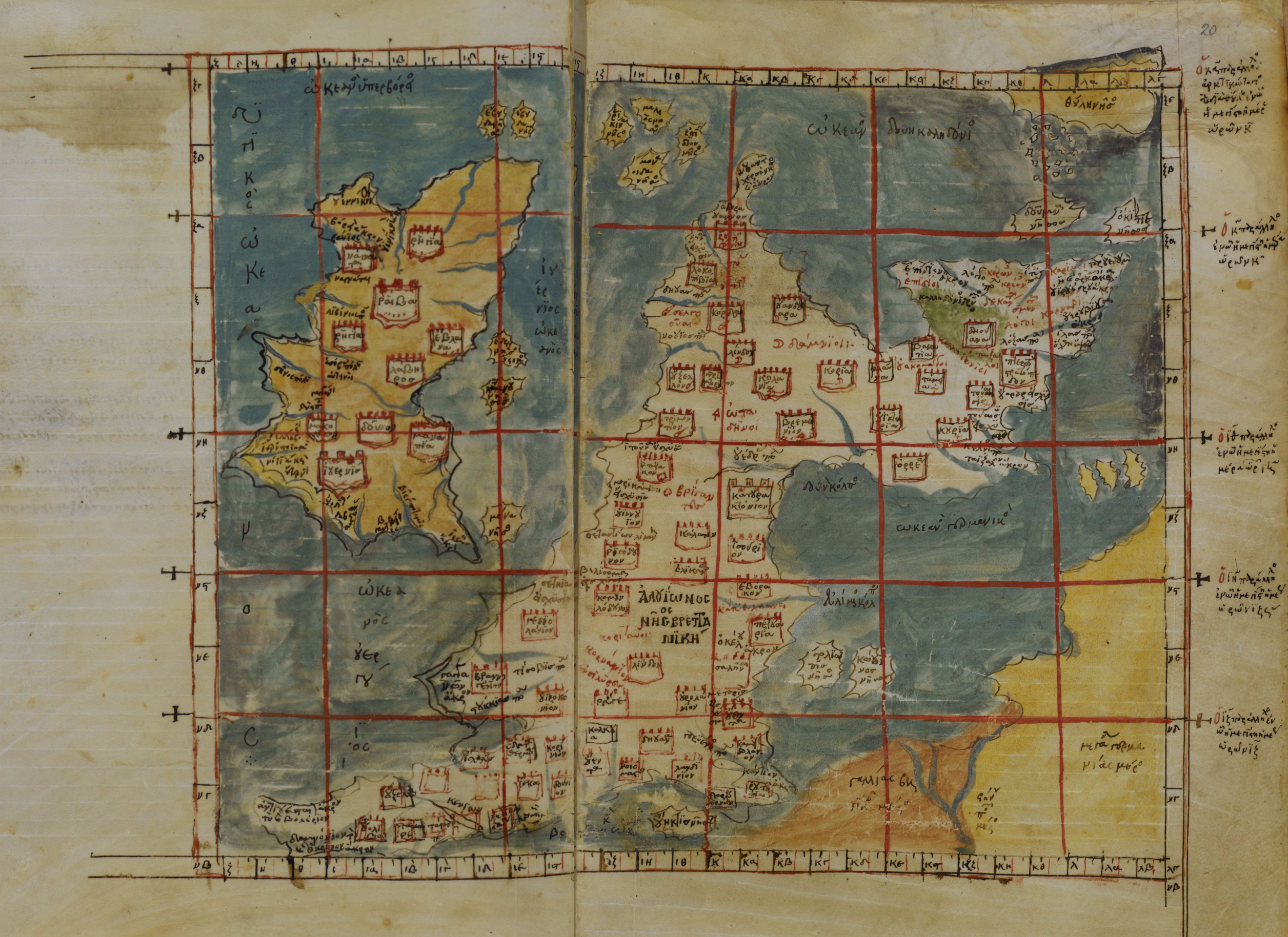
Карта 1300 года на основе «Географии» Птолемея, на которой изображена Шотландия.

Шотландия была обитаема за тысячу лет до прибытия римлян. Однако только в греко-римский период она была впервые упомянута в сочинениях.
В трактате «О мире», авторами которого могут быть Аристотель или Псевдо-Аристотель, упомянуты два «очень больших» острова — Альбион (Великобритания) и Ирне (Ирландия). Между 322 и 285 годами до нашей эры греческий путешественник и географ Пифей посетил Британию, возможно он сумел обогнуть и сам остров, который отобразил в виде треугольника. В своей работе «Об Океане» он упоминает самую северную точку острова — Orca (Оркнейские острова).
Самым ранним свидетельством официального контакта между Римом и Шотландией является «Король Оркнейских островов», который среди 11 британских королей подчинился императору Клавдию в Колчестере в 43 году через три месяца после начала римского вторжения в южную Британию. Большое расстояние и короткий промежуток времени между этими двумя событиями предполагают наличие более ранних контактов между Римом и островами, хотя никаких доказательств этому не найдено, а само событие контрастирует с последующим упорным сопротивлением Каледонии.
Хотя исходная версия труда Пифея не сохранилась, в I веке существовали копии его книги, и римляне имели элементарные представления о географии северной Британии. Помпоний Мела в «Описательной географии» упоминает о существовании тридцати Оркнейских островов и семи островов Haemodae (скорее всего Шетландские острова). Существовавшая к 60 году связь между империей и Оркнейскими островами подтверждена находкой глиняной посуды в Брох Гёрнесс.
Ко времени Плиния Старшего римские познания в Шотландии ограничивались Hebrudes (Гебридские острова), Dumna (скорее всего Внешние Гебридские острова), Каледонским лесом и каледонцами.
Живший во II веке Клавдий Птолемей в своей «Географии», основанной на более ранних документах и свидетельствах участников похода Агриколы, упоминает 18 каледонских племён (хотя многие из их названий не ясны). Информация Птолемея менее надёжна при описании запада и севера региона, что свидетельствует об исследовании этих частей Шотландии римлянами только через наблюдение с кораблей. Птолемей помещает большую часть Шотландии к северу от Адрианова вала, где она простирается под прямым углом на восток от остальной части Британии.

## Местные племена
«География» перечисляет следующие племена, проживавшие к северу от перешейка Форт-Клайд: Корновии в Кейтнессе, каерены, смерты, карнонаки, деканты, луги и креоны, таиксалы на северо-западе, эпиды, вениконы, каледонцы в центре Северо-Шотландского нагорья и вакомаги. Скорее всего эти народы говорили на форме кельтского языка, известной как общебриттский. В южной части Шотландии жили думноны, нованты в Галлоуэйе, селговы на южном побережье и вотадины на востоке, все эти народы могли говорить на бриттском языке.
Несмотря на обнаружение сотен мест эпохи железного века, остаются вопросы касательно повседневной жизни кельтов в эпоху раннего христианства из-за проблематичности использования радиоуглеродного анализа и слабого изучения хронологии событий. По ряду причин большая часть археологических работ в Шотландии сосредоточена на её западе и севере, из-за чего познания о жизни на оставшихся территориях ограничены.
Люди эпохи раннего железного века, особенно на западе и севере, жили в больших каменных зданиях, прозванных атлантическими круглыми домами. По всей Шотландии находятся останки сотен подобных сооружений, представляющих собой груды щебня или группу строений с внушительными башнями и хозяйственными постройками. Здания были возведены между 800 г. до н. э. и 300 г.., самые крупные из них (брохи) были созданы во 2 веке. Брохи, которых в Шотландии насчитывается 100 штук, являются самыми крупными зданиями, имея форму круглой башни.. Назначение здания и культура народов, их построивших, остаются предметом для споров.
В те времена в некоторых частях Шотландии ничто не указывает на существование иерархической элиты. Согласно исследованиям, в подобных жилищах проживало всё население островов вроде Барры и Северного Уиста, в то же время нет никаких свидетельств наличия у элиты особого жилья, или недоступности вышеуказанного места жительства для низших слоёв общества.
В регионе находятся 400 подземных сооружений, в основном на юго-востоке, некоторые из которых могли быть возведены во II и III столетии. Назначение этих маленьких подземных сооружений неизвестно, обычно они находились недалеко от поселений (деревянные каркасы строений которых сохранились гораздо хуже), и возможно могли служить местом хранения скоропортящихся сельскохозяйственных продуктов.
Территория Шотландии богата руинами витрифицированных фортов, но очень сложно установить их точную хронологию. Обширные исследования подобного укрепления в Файнавон Хилл рядом с Форфара в Ангусе указывают на дату разрушения между II в. до н. э. и серединой I в. н. э.. Отсутствие каких-либо римских артефактов, которые часто находятся в данной местности, наводят на вывод, что место было заброшено ещё до вторжения с юга.
В отличие от неолита и бронзового века с массивными посмертными монументами, могилы железного века редко встречаются. Недавняя находка в Данбаре может пролить свет на культуру того времени, обнаруженная в Аллоа могила воина датируется периодом между 90 и 130 годами. У Плутарха присутствует рассказ путешественника Деметрия из Тарса о состоявшейся в 83 году или ранее экспедиции к западному берегу, в ходе которой была высадка на неназванном острове.

## Римские вторжения 70-х и 80-х годов

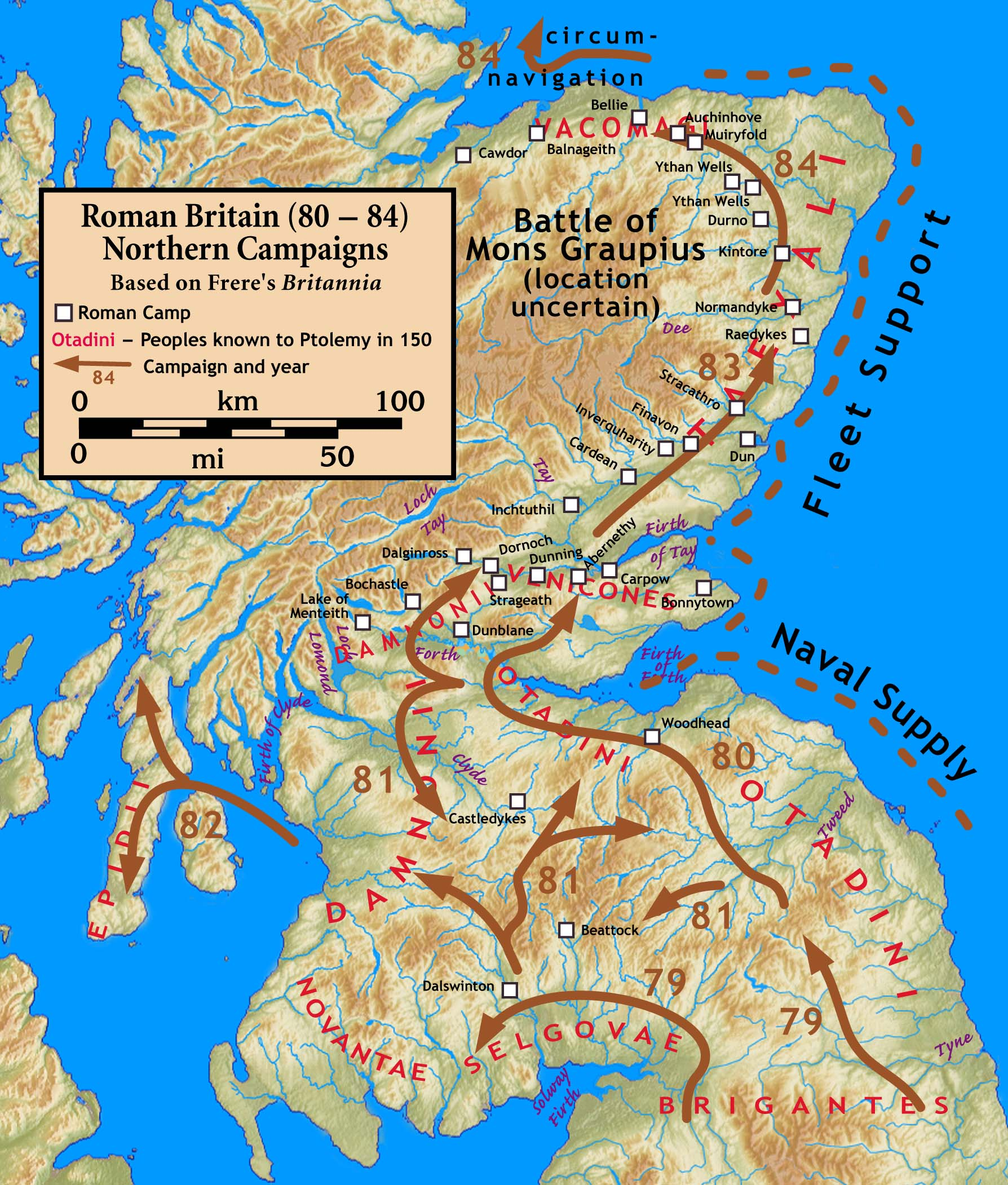
Поход Агриколлы в Каледонию

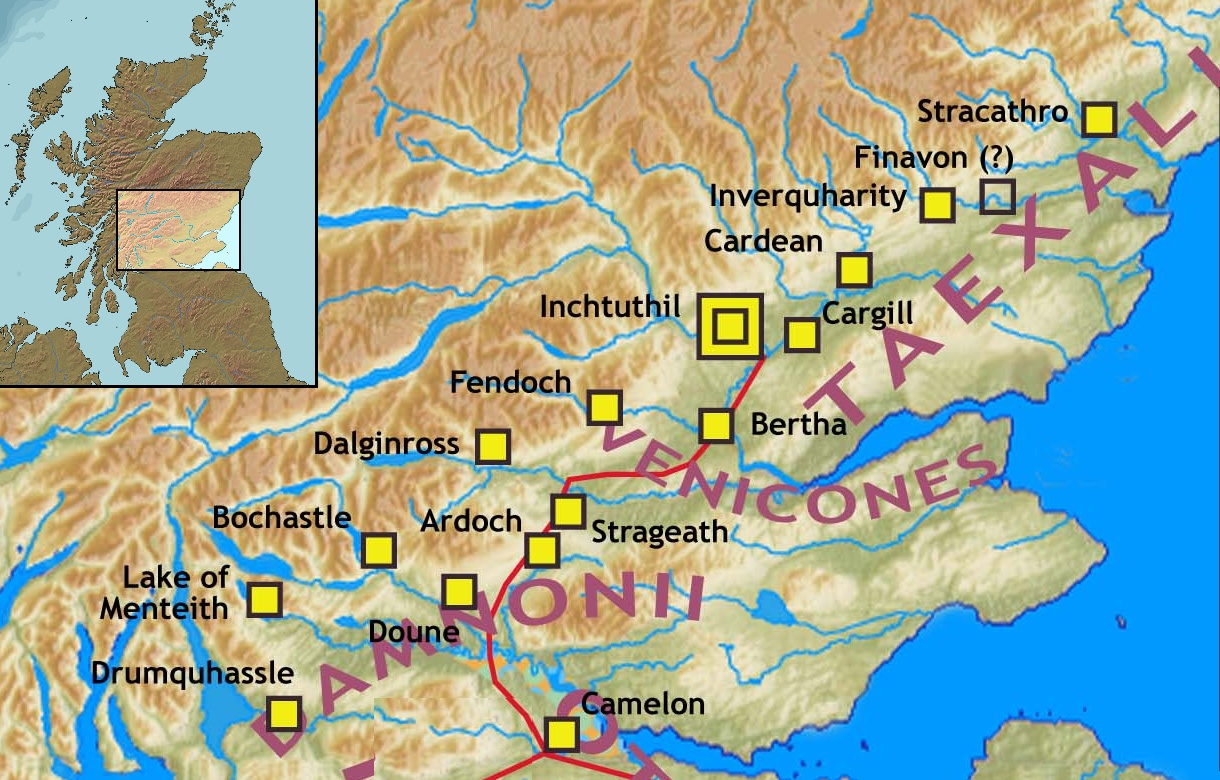
Римские укрепления по хребту Гаск.

Не осталось данных о внешней политике шотландских племён в I веке, но в 71 г. римский наместник Квинт Петиллий Цериал организовал вторжение в этот регион.
Жившие на юго-востоке Шотландии вотадины ещё на раннем этапе присутствия империи на острове подпали под её власть, и Цериалис направил одну дивизию к северу от их владений — к берегам Ферт-оф-Форт. XX легион выдвинулся западной дорогой через Аннандейл с целью изолировать оккупировавших Южно-Шотландская возвышенность селговов. Ранний успех привёл наместника к продвижению на север через строительство линии укреплений Гленблокер к северу и западу от хребта Гаск, служившего естественной границей между жившими на юге вениконами и каледонцами.
Летом 78 г. Гней Юлий Агрикола прибыл в Британию с целью приступить к обязанностям её наместника. Через два года римские легионеры возвели важный форт в Тримонтиум около современного Мелроза. Проведённые в XX веке раскопки обнаружили остатки нескольких строений, римские монеты и глиняную посуду. Также были найдены инвентарь римских солдат вроде коллекции доспехов и конской фурнитуры. Агрикола к устью «реки Таус» (обычно считается, что речь шла о реке Тей), где основал форты, включая легендарное укрепление в Инчтутиле.
Летом 84 года римляне столкнулись у Граупийских гор с армией каледонцев. Имея под своим руководством флот, Агрикола прибыл к месту будущего сражения с лёгкой пехотой и британскими ауксилариями. В бою участвовали 17-20 тыс. римлян и 30 тыс. каледонцев. Несмотря на одержанную империей победу, две трети варварского войска смогло уйти на Шотландское нагорье, судьба их вождя Калгака осталась неизвестной. Ряд авторов полагает, что битва произошла у Граупийской горы в пределах видимости Северного моря, предлагались следующие варианты: Кемпстоун хилл, Мегрей хилл или другие холмы около римского лагеря Райдикс (эти места близки к горе Элсик, через которую римляне и каледонцы осуществляли военные манёвры); Беннахи в Абердиншире, Хребет Гаск около Перта и Сатерленд. Из-за отсутствия археологических свидетельств и описываемых Тацитом слишком низких потерь римлян (360 человек против 10 000 каледонцев) выдвигалась версия о фабрикации сражения римским автором.

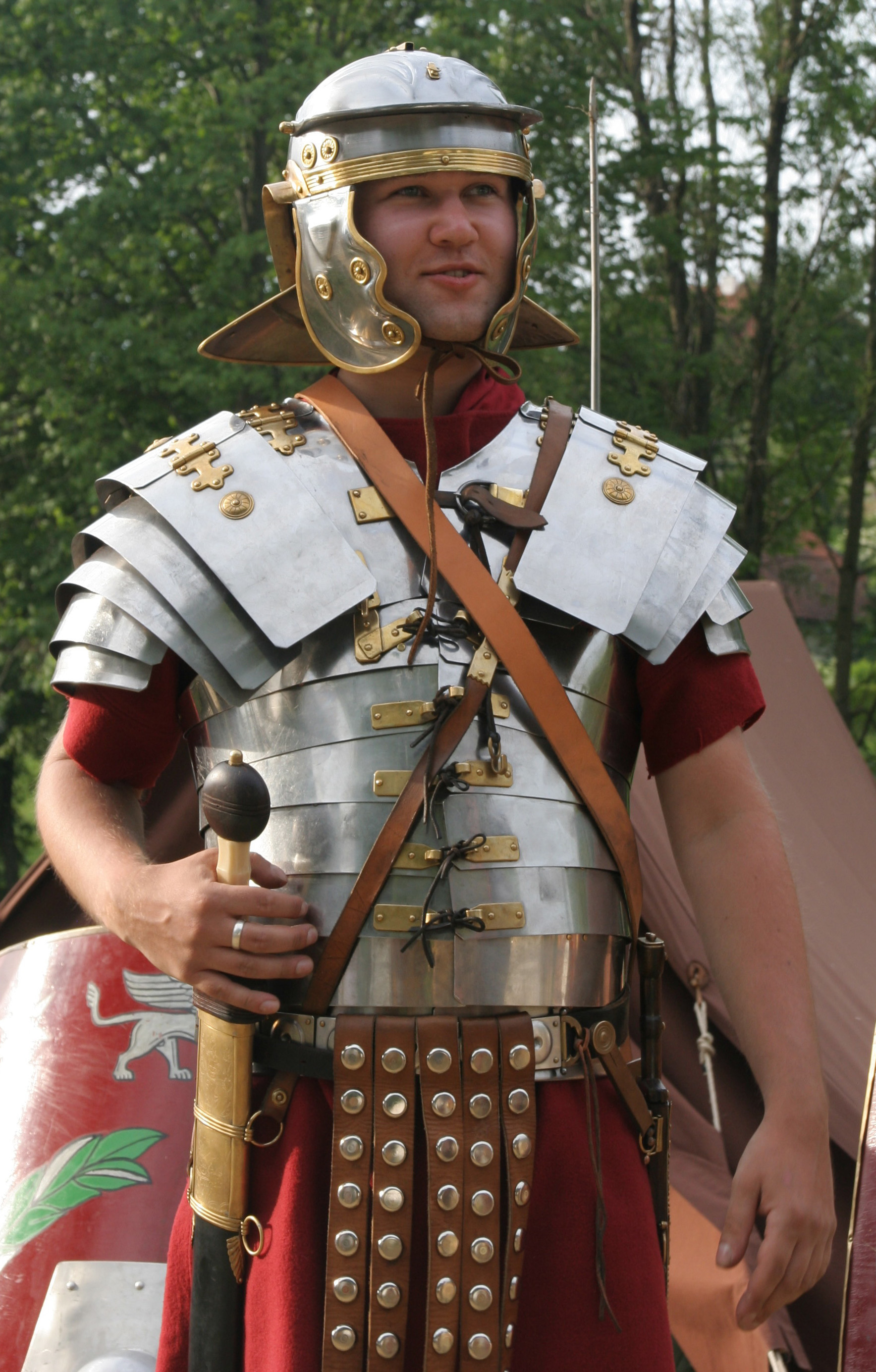
Римский легионер I века в доспехе Lorica segmentata (историческая реконструкция).

Тацит сообщает о дальнейших действиях Агриколы: был отдан приказ префекту флота проплыть по северу нынешней Шотландии для подтверждения островного статуса Британии и захвата Оркнейских островов. Было объявлено о покорении римлянами всех племён Британии. Римский историк Дион Кассий сообщает, что это событие стало поводом для 15-го по счёту провозглашения Тита императором в 79 году, хотя по мнению большинства историков Грауспийская битва состоялась только в 84. Походные лагеря римлян могли находиться на южном берегу залива Мори-Фирт, хотя их существование ставится под сомнение
При Флавиях размер римского гарнизона в Шотландии составлял 25 тыс. человек, которым ежегодно требовалось 16-19 тонн зерна. В I веке на возведение укреплений в регионе мог понадобиться один млн. кубических футов дерева (28 315 кубометров). В рассчитанном на 6 тыс. гарнизонных солдат Инчтутиле были найдены десять тон погребённых в земле гвоздей, на одни его стены могло понадобиться 30 км древесины (100 гектаров или 247 акров леса).
Вскоре Агрикола по приказу Домициана вернулся в Рим, имя нового наместника неизвестно. Новые власти не смогли сохранить достигнутые успехи Рима в регионе, чему приводятся различные объяснения: нехватка воинских ресурсов после отзыва в Дакию Legio II Adiutrix, вести о победе Агриколы оказались преувеличенными, затраты на сохранение региона в составе империи перевешивали возможные политические и экономические выгоды. Форт Инчтутил был разрушен до его окончательного возведения, за несколько лет другие укрепления по хребту Гаск, построенные после победы при Грауспийских холмах, были заброшены. К 87 году римская власть простиралась на Южные Возвышенности, к концу I века северная граница Римской Британии проходила по линии от реки Тайн до залива Совлей-Фир. Датируемые одним временем Элгинхау в Мидлотиане и Замок Грег в Восточном Лотиане скорее всего использовались империей как наблюдательные пункты за дорогой с востока на запад от реки Форт до Клайд-Валли у подножия Пентландских холмов.
Возможно из-за римского вторжения многие заброшенные прежде укрепления на холмах, вроде Дан Мора в Пертшире, начали заново заселяться местным населением. В этот период могли быть возведены несколько новых укреплений на северо-востоке, вроде Хилл О’Крист Кирка в Абердиншире.

## Поселения и южные брохи
География Птолемея упоминает 19 «городов», о существовании которых стало известно благодаря римской разведке в ходе походов Агриколлы. С тех времён не было найдено каких-либо археологических подтверждений существованию в Шотландии в те времена настоящих городов, так что под этим названием могли подразумеваться городища, временные рынки или места встреч. Большая часть имён городов неясна: Девана могла находиться в современном городе Банкори в Абердиншире; Алауна («скала») — на месте замка Дамбартон, а одноимённая местность на восточной низменности — на месте Эдинбургского замка. Линдон мог быть на месте города Баллох на озере Лох-Ломонд в Уэст-Данбартоншире.
На юге Шотландии сохранились руины разнообразных брохов, дата возведения которых датируются периодом до и после римского вторжения 80-х годов. Существует пятнадцать сооружений, находящихся в четырёх местах: в Форт вейли, около Ферт-оф-Тей, на дальнем юго-западе и на востоке Скоттиш-Бордерс. Их наличие так далеко от основных центров постройки брохов остаётся загадкой. Уничтожение броха Леки могло быть делом рук римлян, хотя там, как и в находящемся неподалёку Fairy Knowe в Buchlyvie, было найдено множество артефактов местного и римского происхождения. Оба сооружения были построены в конце I в., и, очевидно, обладали высоким статусом. Местные жители выращивали овец, крупный рогатый скот и свиней, также охотясь на благородных оленей и кабанов. Эдинс холл брох в Бервикшире лучше всего сохранившимся образцом южных брохов. В данной местности отсутствуют римские артефакты. Существуют различные теории касательно возникновения этих сооружений: постройка их вторгнувшимися с севера варварами после ухода римлян, союзными римлянами племенами для подражания чужому стилю и подавления местных жителей или вождями Оркадских островов.

## Римские валы

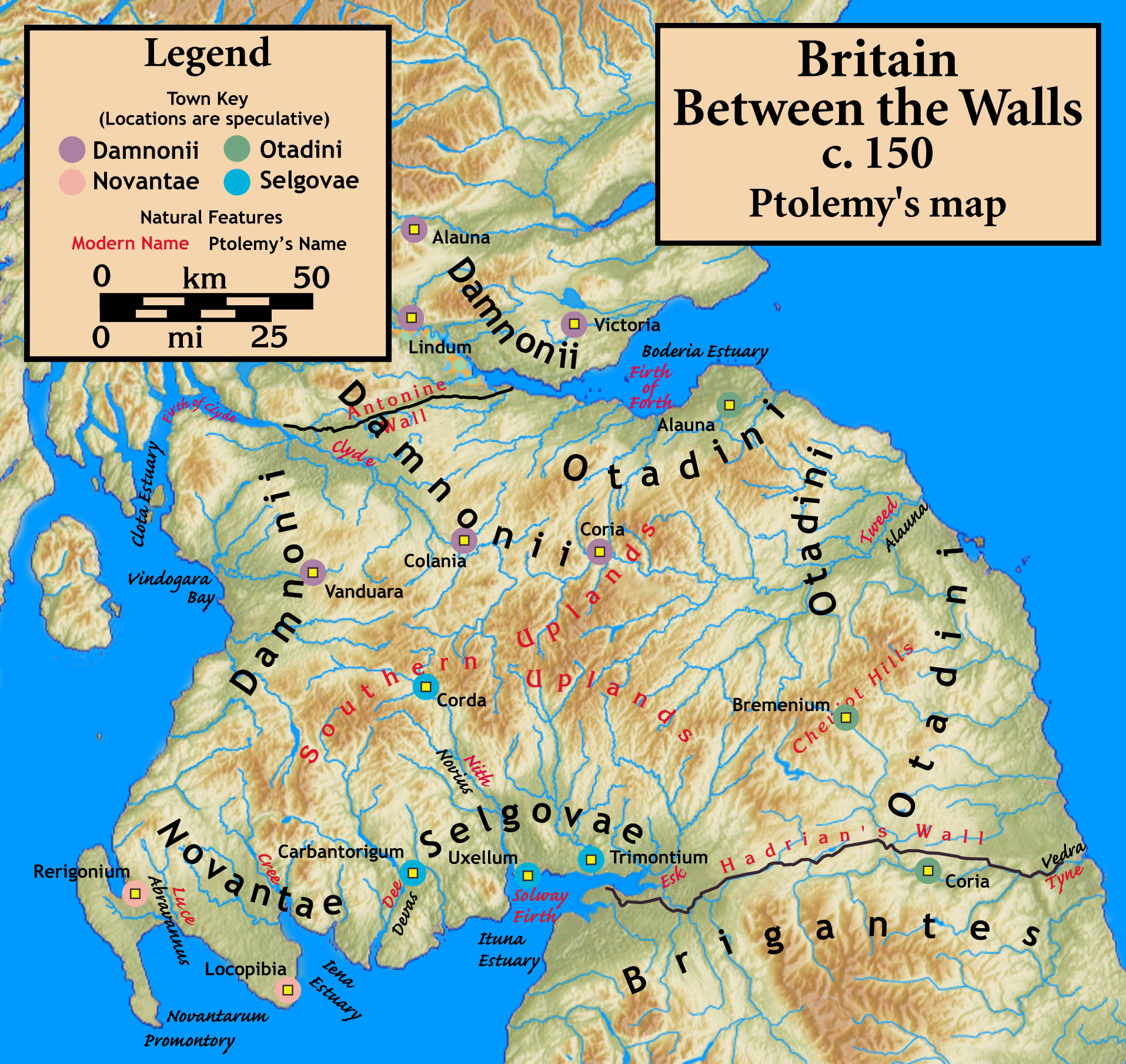
Территория между двумя римскими валами около 150 г.

Римский наместник Британии с 118 по 122 год Квинт Помпей Фалькон подавил восстание бригантов северной Британии и селговов. В последний год правления вверенный ему регион посетил император Адриан, итогом чего стало возведение одноимённой защитной стены. Эта каменная стена, простиравшаяся по всей ширине северной Англии (80 римских миль, равнявшихся 117 км) стала одним из имперских лимесов. Её высота и ширина в конкретном месте зависела от наличия строительных материалов: к востоку от реки Эртинг она состояла из камня прямоугольной формы и имела высоту 5-6 метров и ширину в 3 метра, в то время как к западу от той же реки стена из дерна с шириной 6 метров и высотой 3,5 метра (позже она была переделана из камня). Укрепление имело различные рвы и бермы.
В 138 году наместником региона стал Квинт Лоллий Урбик, ранее участвовавший в подавлении восстания Бар-Кохбы и управлявший Нижней Германией.
Император Антонин Пий решил отказаться от политики сдерживания в Британии своего предшественника, поручив наместнику завоевать расположенную на севере острова Низменную Шотландию. Между 139 и 140 годом был перестроен форт в Корбридже, между 142—143 годом были выпущены памятные монеты в честь победы в Британии. Видимо Урбик возглавил военные действия против нескольких племён Британии и Низменной Шотландии (вотадины, дамнонии и селговы), располагая войском из 16,5 тыс. солдат (включая силы II легиона).
Скорее всего Квинт планировал начать нападением из Корбриджа продвижение на север, и, после размещения гарнизонов в High Rochester в Нортумберленде и возможно Тримонтиуме, нанести удар по Ферт-оф-Форт. Обеспечив маршрут для доставки подкреплений и припасов по римской дороге Дир-Стрит и до наступления на дамнониев, наместник мог возвести порт в Кэрридене порт для обеспечения снабжения зерном и другим продовольствием.
Успех был достигнут очень быстро, после чего началось возведение нового лимеса между заливами Ферт-оф-Форт и Ферт-оф-Клайд. Надпись из западного конечного пункта Антонинова вала — форта Олд Килпатрик свидетельствует об участии легионеров в постройке укреплений из дёрна. Сегодня в Шотландии есть останки оборонительной линии из дёрна высотой 7 метров с девятнадцатью укреплениями длиной 60 км.
Возможно после этого наместник обратил внимание на четвёртое равнинное шотландское племя — новантов, живших в окрестностях нынешнего Дамфриса и Галлоуэя. Ключевые племена низменности, оказавшиеся зажатыми между двумя валами, позже сформировали племенной союз метов. Антонинов вал преследовал различные цели:
- оборона от каледонцев,
- создание буферной зоны к северу от Адрианова вала, дабы Maeatae и каледонцы не могли вести совместных действий,
- обеспечение передвижения войск между востоком и западом,
- контроль над налогами и торговлей.

На возведение стены потребовалось 12 лет, но вскоре после 160 года она была заброшена. Разрушение ряда южных брохов могло состояться во время римского похода, когда империя уже не нуждалась в подобных символах покровительства местного населения.

## III век
Адрианов вал снова стал римской границей, хотя в дальнейшем вторжения в Шотландию продолжались. Изначально форпосты на юго-западе и Тримонтиум активно использовались, но в середине 180-х гг. они были заброшены.
Несмотря на это, империя ещё четыре раза организовывала крупные вторжения на север Шотландии, благо плотность римских лагерей в этом регионе превышала показатели Европы. После 197 г. Антонинов вал снова контролировался империей. Наиболее заметным стал справоцированный выступлениями метов поход императора Септимия Севера против каледонской конфедерации. В 209 году он вторгся в Каледонию с 40 тыс. армией. Согласно Диону Кассию римляне столкнулись с партизанской войной, и, потеряв 50 тыс. солдат, занимались геноцидом местного населения (вполне вероятно, что эти цифры являются преувеличением).

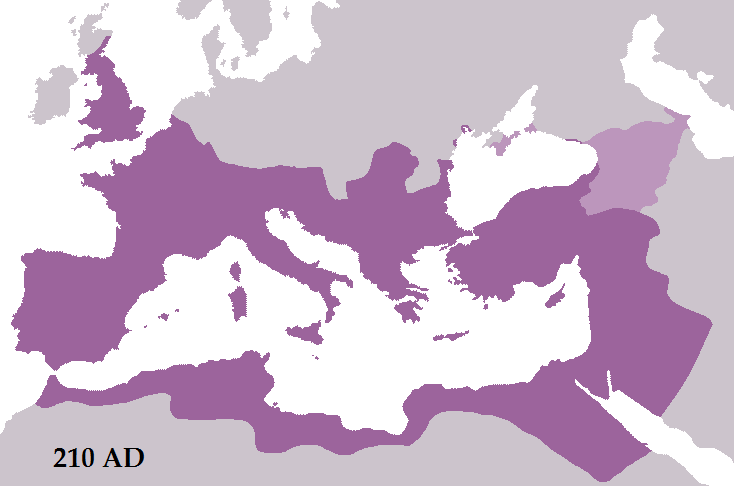
Римская империя в 210 году.

На северо-востоке была построена сеть крепостей (некоторые из которых могли датироваться временами Антонина): связанные с горой Элсик лагеря (Нормандики, Итан Уэллс, Диирс Ден и Гленмайлен). Однако достоверно известно, что во время похода римскими войсками в Шотландии были заняты только крепость Крамонд около Эдинбурга и Карпоу в долине Тей. Существует версии, что время похода совпадает с уничтожением поселений и отказом от подземных сооружений в южной Шотландии. Это могло произойти из-за римской агрессии и коллапса местных зерновых рынков после их ухода.
К 210 году римляне достигли определённых успехов, но смерть Септимия в феврале 211 года в Эбораке заставила приостановить поход. Его сын Каракалла весь будущий год продолжал боевые действия, но в итоге пошёл на мир с варварами. С этого момента римляне уже не предпринимали попыток оккупировать непокорённую часть Шотландии и не вступали так глубоко на её территорию: вскоре они отошли на юг к Адрианову валу.
Очень мало известно об альянсе племён железного века Каледонии, который мог пополниться беглецами с контролируемого империей юга. Местонахождение «Каледонии» и её границы точно не установлены, название было придумано римлянами и использовалось в трудах Тацита, Птолемея, Плиния Старшего и Марка Аннея Лукана,, самоназвание каледонцев неизвестно. К моменту появления римлян, политическая система региона скорее всего была децентрализованной.
Более поздние посещения севера Шотландии римлянами обычно ограничивались разведывательными экспедициями в буферную зону между двумя валами, торговыми контактами, отправкой даров местным жителям для сохранения перемирия и распространением христианства. Равеннская космография определяет четыре loci (мест встречи, возможные рынки) в южной Шотландии: Locus Maponi (скорее всего нынешний Лохмабенстан около Гретны), места встреч дамнониев и селгов и Манави (возможный Клэкманнан).

## Пикты

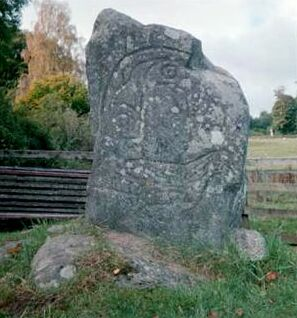
Пиктский камень с изображением орла в Стратпеффере.

Скачкообразное присутствие римлян в Шотландии совпало с появлением конфедерации племён пиктов, проживавших к северу от Форт-Клайда с момента появления империи и до X века. Их самоназвание неизвестно, существуют косвенные признаки их происхождения от каледонцев. Часто упоминалось использование этим народом татуировок, хотя есть ограниченное число доказательств этого (на их монументах есть изображения знати, охотников и воинов, женщин и мужчин без татуировок). Гэлы Далриады называли пиктов круитни, в то время как ирландские поэты изображали их очень похожими на себя.
В начале отношения пиктов с римлянами были менее враждебными, чем у их предшественников каледонцев. За период до и после ухода римлян из Британии отсутствуют упоминания войн и значимых сражений между этими народами, их столкновения обычно ограничивались набегами по обе стороны границы. Сдерживание варварами римских сил нельзя объяснить отдалённостью Каледонии и недружелюбными природными условиями, частично дело могло быть в трудности подчинения местного населения, с которым имперская власть на местах не могла справиться привычными методами.
Повседневная жизнь пиктов слабо описана, но археология указывает на её схожесть с Ирландией и англосаксонской Англией. Недавно были обнаружены доказательства использования водяных мельниц и печей килн для сушки зёрен пшеницы и ячменя в условиях изменчивого и умеренного климата. Построенные в более ранние времена брохи, круглые дома и кранноги использовались как самими пиктами, так и народами, пришедшими в эти земли в будущем.
По всему западу и северу Шотландии возводились колесообразные дома, которые могли предназначаться для религиозных целей. Их ограниченное географическое положение может свидетельствовать об их привязке к определённой политической или культурной границе, идут споры об их связи с римским присутствием в регионе. Неизвестно, могла ли построившая эти сооружения культура быть «пиктской», хотя сами дома были известны этому народу.
С ослаблением власти Рима пикты начали организовываться в военные банды, в 342, 360 и 365 годах нападавшие на земли к югу от Адрианова вала. В 367 году конфедерация вместе с аттакотами приняла участие в Великом заговоре. Римская власть в регионе выстояла и в 369 году восстановила былое влияние силами Comes Britanniarum Феодоссия, воссоздавшего провинцию Валенция (была названа в честь правящего императора, она могла находиться на территории между двумя римскими стенами, на землях около и южнее Адрианова вала, или в Римском Уэльсе). В 384 году состоялась ещё одна военная кампания, но оба предприятия имели кратковременный успех — в 410 году римляне окончательно покинули Британию.

## Наследие

### Историческое

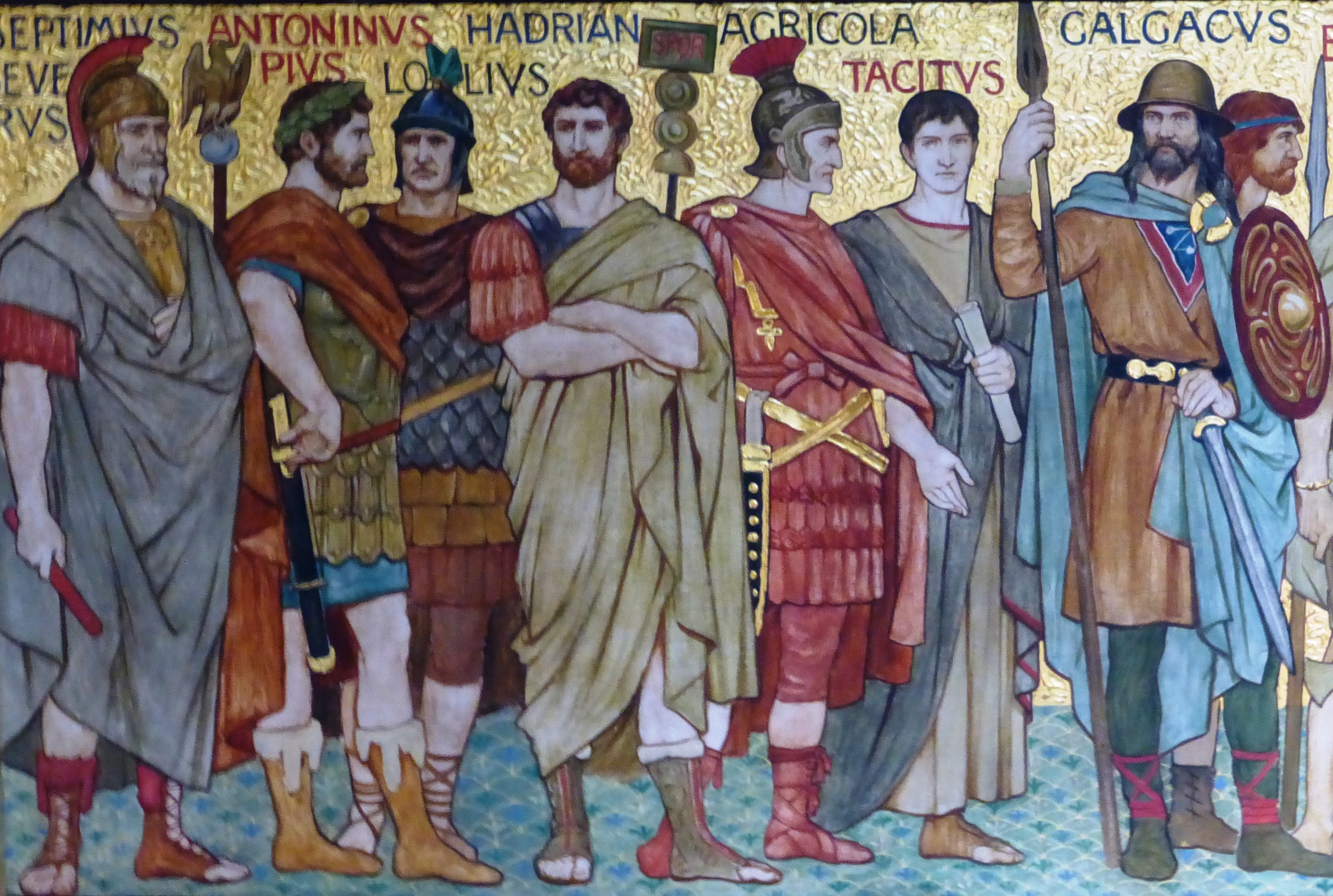
Значимые фигуры римского периода шотландской истории. Художник — Уильям Хоул.

Военное присутствие Рима в Шотландии для большей её части продлилось 40 лет, для оставшейся — 80. Сейчас принято считать, что под единовременной властью империи не находилась и половина Шотландии. Регион, хоть и косвенно, унаследовал от римского периода две черты: использование для своего языка латинского алфавита и принятие христианства в качестве доминирующей религии. Благодаря новой вере латинский язык веками использовался местным населением в религиозных и управленческих целях.
Хотя благодаря Риму христианство распространилось по всей Европе, существует мало доказательств связи между империей и религиозными миссиями к северу от Адрианова вала. Традиционно Святой Ниниан считается первым епископом Шотландии. Согласно Беде Достопочтенному тот основал в 397 году каменную церковь Candida Casa в Уиторне на юго-западе Шотландии. Совсем недавно была выдвинута теория, что Ниниан мог быть миссионером VI века Финнианом Клонардским. Так или иначе, влияние Рима на ранее христианство в Шотландии было ограниченным.
Хотя присутствие империи в регионе было обустроено через серию кратковременных походов и периодов военной оккупации, для достижения своих целей она шла на безжалостные и жестокие шаги. Геноцид был знаковой частью внешней политики Рима, за время вторжений и оккупаций были убиты тысячи людей. Как писал Алистер Моффат:
Реальность такова, что римляне пришли на территорию нынешней Шотландии, осмотрели её, сожгли, убили, украли и время от времени завоёвывали, а потом оставили после себя ужасный беспорядок, сметая туземные поселения и покрывая хорошие пахотные земли остатками рвов, банки, дороги и другие виды древних военных обломков. Как и большинство империалистов, они прибыли, чтобы делать деньги, получать политическое преимущество и эксплуатировать ресурсы своих колоний практически любой ценой для завоёванных. И что примечательно, в Британии, в Шотландии мы продолжаем восхищаться ими за это.
Уильям Хэнсон считал, что: В течение многих лет в исследованиях того периода считалось почти аксиомой, что римское завоевание должно было иметь какое-то среднесрочное или долгосрочное влияние на Шотландию. На существующих доказательствах, которые не могут быть подтверждены ни с точки зрения окружающей среды, ни экономики, ни даже общества. Влияние, по-видимому, было очень ограниченным. Общая картина по-прежнему представляет собой широкую преемственность, а не нарушение… Римское присутствие в Шотландии было не более чем серией кратких перерывов в более длительном континууме местного развития.
Участие римлян в вырубке некогда обширного каледонского леса остаётся предметом споров. Шотландский писатель и историк XVI века Гектор Бойс считал, что леса во времена Римской империи простирались на север от Стирлинга до Атолла и Лохабера и были населены белыми быками с «хрустящей курчавой гривой, как у feirs lionis». Этих взглядов придерживались более поздние историки, такие как Патрик Фрейзер Титлер и Уильям Форбс Скин, как и натуралист XX века Фрэнк Фрейзер Дарлинг. Современные науки, включая палинологию и дендрохронологию, предполагают, что изменение послеледникового климата могло привести к максимальному лесному покрову между 4000 и 3000 г. до н. э., а вызванная климатическими и антропогенными причинами вырубка лесов на южных возвышенностях к прибытию римских легионов уже шла полным ходом. Обширный анализ Чёрного озера в Файфе показывает, что распространение пахотных земель за счёт леса началось примерно с 2000 г. до н. э. После этого в течение пяти столетий снова росли березы, дубы и лещины, что позволяет предположить негативное влияние вторжения на местное население. Ситуацию за пределами территорий, удерживаемых римлянами, оценить труднее, но долгосрочное влияние Рима могло быть незначительным.

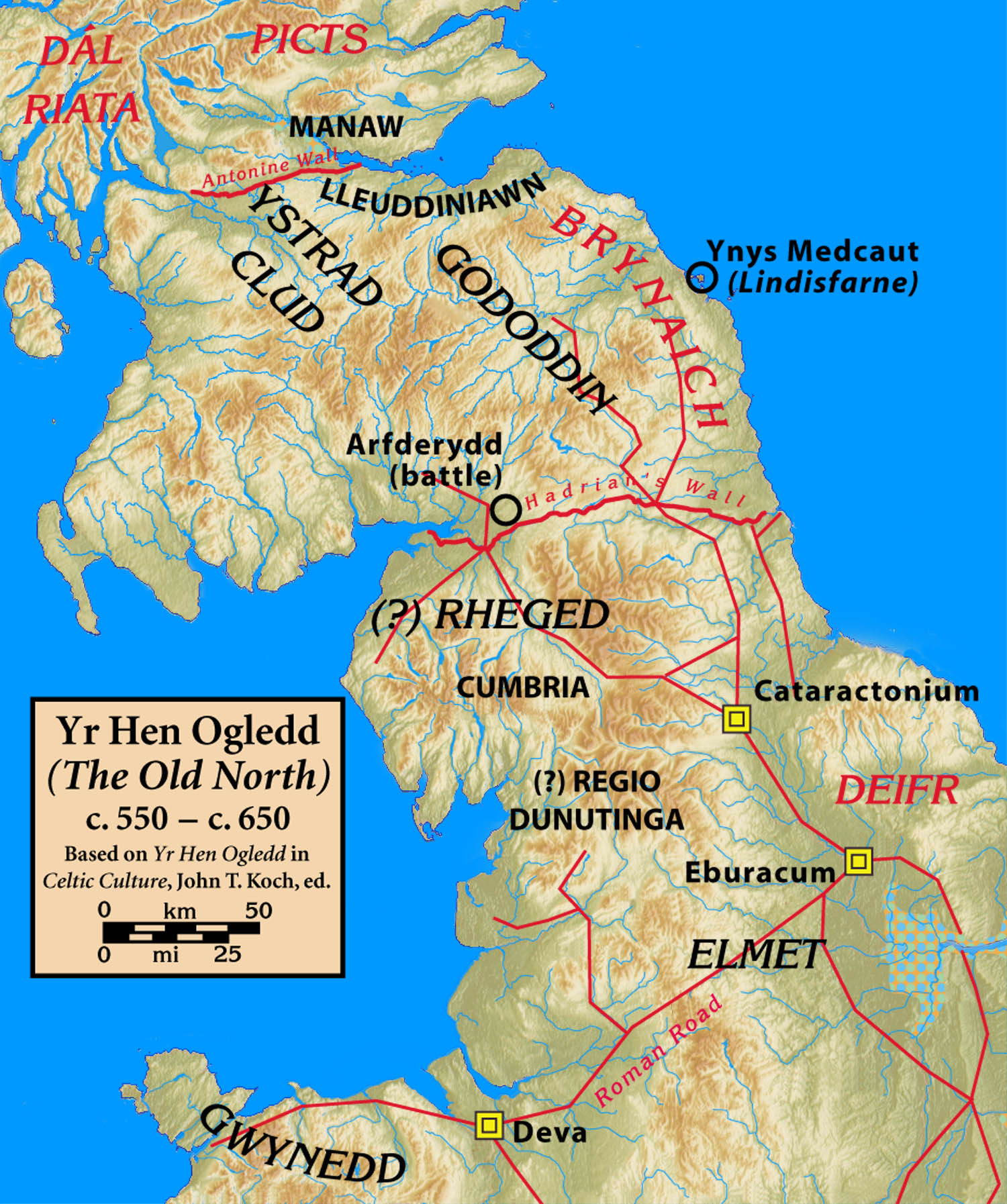
Древний Север.

Археологическое наследие Рима в Шотландии представляет интерес, но редко, особенно на севере. Почти все памятники носят в основном военный характер и включают около 650 км дорог. В целом трудно обнаружить какие-либо прямые связи между местной архитектурой и образцами поселений и римским влиянием. В других местах Европы на остатках некогда могущественного римского мира возникли новые королевства и языки. В Шотландии кельтский образ жизни железного века, который часто беспокоил, но никогда не уничтожал Рим, просто вновь утвердил себя. На севере пикты продолжали оставаться главной державой до прихода и последующего господства скоттов из Дал Риады. Дамнонии в конечном итоге сформировали королевство Стратклайд, одна из столиц которого была на скале Дамбартон. К югу от Форта британские королевства Ир Хен Оглед (английский язык: «Старый Север») процветали в V—VII веках, позже вытесненные англосаксами и образованием Нортумбрии на земле между реками Хамбер и Форт.
Самым прочным римским наследием может быть созданное стеной Адриана. Её линия приближается к границе между современной Шотландией и Англией, и она создала различие между северной третью и южными двумя третями острова Великобритании, которое играет роль в современной политике. Однако это, вероятно, случайное совпадение, поскольку мало что указывает на то, что его влияние играло важную роль в раннесредневековый период после падения Рима.

### Литературное
IX Испанский легион участвовал во вторжении римлян в Британию, понеся потери под командованием Квинта Петиллия Цериала в подавлении восстании Боудикки в 61 г. и основав крепость в 71 г., которая позже стала частью Эборакума. Хотя некоторые авторы утверждают, что 9-й легион исчез в 117 г., сохранились записи о его позднейшем существовании. Он вероятно был уничтожен на востоке Римской империи. Какое-то время считалось, по крайней мере, некоторыми британскими историками, что легион исчез во время боёв в современной Шотландии. Эта идея использовалась в романах «Орёл Девятого легиона» Розмари Сатклифф, «Легион из теней» Карла Эдварда Вагнера, «Красное смещение» Алана Гарнера, «Город двигателей» Кена Маклауда, «Воины Алавны» Н. М. Брауна и в художественных фильмах Последний легион, Центурион и Орёл Девятого легиона.

## Вторичная литература
- Kamm, Anthony (2009) The Last Frontier: The Roman Invasions of Scotland. Glasgow. Neil Wilson Publishing. ISBN 978-1-906476-06-9
- Jones, Rebecca H. (2011) Roman Camps in Scotland. Society of Antiquaries of Scotland. ISBN 978-0-903903-50-9.